# Российское золотопромышленное общество

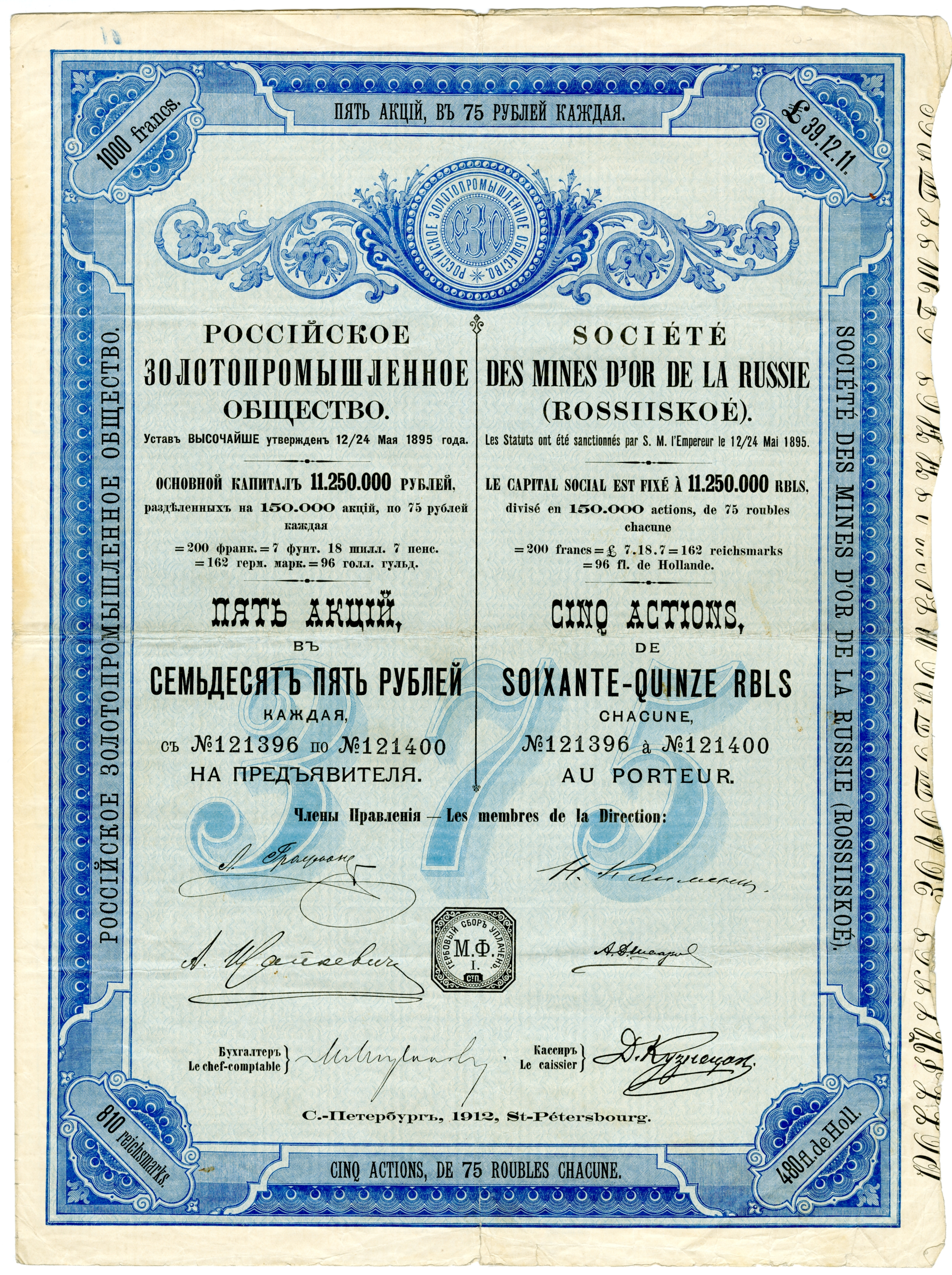
Пять акций на предъявителя в 75 руб. каждая, С.-Петербург, 1912 г.

Российское золотопромышленное общество — акционерное предприятие с участием иностранного капитала, активно участвовавшее в освоении золотых месторождений Сибири начиная с 90-х гг. XIX века вплоть до последовавшей после Октябрьской революции национализации.
Создано Общество 12 мая 1895 г. Учредители: коммерции советник Константин Александрович Варгунин и статский советник греческого происхождения, получивший коммерческое образование в Лондоне, Фемистокл Иванович Петрококино. Уставный капитал 5 000 000 руб. золотом. Местонахождение: С.-Петербург, Невский пр., 63.
На первом общем собрании акционеров, состоявшемся 26 мая 1895 г. в Санкт-Петербурге, из 50000 акций, дававших право на 3586 голосов, 18750 акций с правом на 1356 голосов было представлено 57 иностранными акционерами.
Российское золотопромышленное общество активно скупало прииски и золотосодержащие участки, а также покупало акции и паи в золотопромышленных компаниях. Зачастую даже без геологической разведки общество приобрело огромное количество приисков на Урале и в Сибири. К примеру, было куплено две трети паев в Забайкальском золотопромышленном товариществе, и 78 из 100 паев Амгунской золотопромышленной компании. К 1900 г. общие затраты общества на приобретение приисков и акций превысили 1 млн рублей. Стремление к безграничному расширению сферы влияния привело это первое в индустрии монополистическое объединение на грань финансового банкротства и низвело его до положения второразрядной золотопромышленной компании.
Первоначально основной капитал общества составлял 5 млн. руб. золотом, разделенных на 50 тыс. акций по 100 руб. металлических каждая, каковая сумма приравнивалась к 400 франкам, 15 фунтам стерлингов 17 шиллингам 2 пенсам, 324 имперским германским маркам, 192 голландским гульденам. Каждые 12 акций давали право на 1 голос, но 1 акционер не мог иметь по своим акциям больше того числа голосов, на которые дает право владение 10 % всего основного капитала. Очевидно, это было сделано для того, чтобы ни один акционер путём скупки акций не мог полностью контролировать деятельность общества. К 1912 г. акционерный капитал Российского золотопромышленного общества был увеличен до 11250000 руб., разделенных на 150000 акций по 75 руб.